# G-173
Миноносец G-173 — эскадренный миноносец (по официальной классификации — большой миноносец), состоявший на вооружении Военно-морского флота Германии в период Первой мировой войны, развитие типа миноносцев G-169. Заложен в 1909 году, спущен на воду 28 июля 1909 года, построен 24 января 1910 года. В 1917 году использовался в качестве учебного корабля. 24 сентября 1917 года миноносец был переименован в Т-173.
После Первой мировой войны находился в составе Рейхсмарине. Исключен из списков флота 3 сентября 1920 года и передан Великобритании. Разобран в 1922 году в Монтроз.

## Энергетическая установка
На корабле в качестве ГЭУ были установлены 2 паровые турбины системы Зулу мощностью 15 820 л. с., три военно-морских угольных и одного военно-морского нефтяного котла. Максимальные запасы топлива составляли 125 тонн угля и 84 тонны нефти.

## Вооружение
Миноносец вооружался 2х1 88-мм/30 орудиями. Боекомплект 200 выстрелов. Перевооружён на 2х1 88-мм/45 орудия. Боекомплект 280 выстрелов. Торпедное вооружение эсминцев состояло из 3 450-мм торпедных аппаратов.